# Abrantes
Abrantes là một huyện thuộc tỉnh Santarém, Bồ Đào Nha. Huyện này có diện tích 715 km², dân số thời điểm năm 2001 là 42235 người.